# Ogino Ginko
Ogino Ginko, född 1851, död 1913, var en japansk läkare. 
Hon blev 1882 sitt lands första kvinnliga läkare. 